# Saladoidkultur
Die Saladoidkultur war eine präkolumbische indigene Kultur im Gebiet des heutigen Venezuela und der Karibischen Inseln, die zwischen 500 v. Chr. und 545 n. Chr. existierte. Zentrum war das Flachland am Orinoco, von wo aus die Menschen vom 4. Jahrhundert v. Chr. an auf die Kleinen Antillen und weiter bis Puerto Rico und Hispaniola auswanderten.

## Name
Benannt wurde die Kultur nach der Fundstelle beim Ort Saladero, wo ihre im einzigartigen Stil hergestellte Töpferware entdeckt wurde. Die Endung „-oid“ wird zur Bezeichnung dieser frühen Keramikzeit angehängt: die saladoide Epoche oder kurz Saladoid. Die Menschen dieser Kultur werden Saladoiden genannt.

## Chronologie
Innerhalb der Saladoidkultur unterscheidet man vier Keramikstile:
- Hacienda Grande (250 v. Chr. – 300 n. Chr.) auf Puerto Rico
- Cuevas (400–600  n. Chr.) auf Puerto Rico
- Prosperity (1–350 n. Chr.) auf den Jungferninseln
- Coral Bay-Longford (350–550 n. Chr.) auf den Jungferninseln

Ebenfalls vom Orinoco kommend, breitete sich vom 7. bis 9. Jahrhundert die Ostionoidkultur auf den Antillen aus, die einen anderen Keramikstil aufwies. Ihre Keramiken sind weniger bemalt und mehr durch Ritzungen verziert.

## Wanderung
Als Ursprungsort der Kultur wird der untere Orinoco angesehen, nahe den heutigen venezolanischen Ortschaften Saladero und Barrancas. Seefahrer gründeten bereits um 500 v. Chr. Siedlungen auf den südlichsten der Kleinen Antillen. Um 345 v. Chr. erreichten sie die Jungferninseln und Puerto Rico, später Hispaniola. Die Saladoiden verdrängten dabei eine andere Steinzeitkultur in das westlich gelegene Kuba, wo die präkeramische Ciboney-Kultur bis zur Ankunft der Europäer im 16. Jahrhundert existierte.
In Puerto Rico fand man ihre Hinterlassenschaften vor allem im Westen der Insel, auf Hispaniola im Osten der Dominikanischen Republik. Zunächst wurden flache Küstenebenen besiedelt, um möglicherweise noch das Meer als Nahrungsquelle nutzen zu können. In der späteren Phase der Saladoidkultur wurde auch das gebirgige Inselinnere Puerto Ricos und der Jungferninseln erschlossen.

## Kultur
Die Saladoiden betrieben Landwirtschaft, produzierten Keramik und lebten in festen Siedlungen. Anhand ihrer einzigartigen und reich dekorierten Keramiken gelang es Archäologen, ihren Siedlungsraum und ihren Ursprung zu bestimmen. Darunter finden sich Gefäße in Tiergestalt, Weihrauchgefäße, Schüsseln, Schalen, Krüge, Schalen mit Griffen und glockenförmige Behälter. Die rote Keramik wurde weiß, weiß mit orangefarbenen Streifen oder schwarz bemalt. Manche Behälter wurden durch Ritzen verziert.
Charakteristisch für die Saladoiden sind Steinanhänger, die Greifvögel aus Südamerika darstellen. Sie bestehen aus verschiedenen Materialien wie Karneol, Türkis, Lapislazuli, Amethyst, Bergkristall, Jaspis-Chalcedon und versteinertem Holz. Ihre Verbreitung lässt auf ein Handelsnetz für Rohmaterialien und fertige Produkte über die Antillen und das nördliche Südamerika schließen, das bis 600 n. Chr. existierte. Dann verschwanden diese Artefakte.
Mit ihrer Einwanderung auf die Inseln brachten die Saladoiden neben der Töpferei Maniok, Palmlilien und Mais als Kulturpflanzen mit. Da sie Gartenbau betrieben, zogen sie in feuchtere und fruchtbare Regionen, die sich besser für die Landwirtschaft eigneten.
Zu der typischen Struktur der Dörfer der Saladoidkultur in Puerto Rico und den Nachbarinseln gehörten Abfallhaufen, die halbkreisförmig um den Dorfplatz herum angeordnet waren und oft auch als Dorffriedhof dienten. Den Grabbeigaben nach zu urteilen wurden die Verstorbenen gleichrangig behandelt, was auf eine egalitäre Gesellschaft schließen lässt.